# Man har skjutit ett lejon
Man har skjutit ett lejon är en bok från 1951 och Maria Wines barn- och ungdomsskildring.

## Handling
Den tar vid då hon två år gammal kommer till ett barnhem. För den unga Karla (vilket var Maria Wines egentliga namn) ter sig omvärlden full av faror, och Wine beskriver sina rädslor och sina skräckfyllda upplevelser ur ett barns perspektiv. En jul t.ex. blir hon bortglömd av barnhemspersonalen och får inga julklappar och vid ett annat tillfälle blir hon sexuellt antastad av sina lärarinnor. När Karla blir äldre blir hon adopterad av ett par släktingar, ett barnlöst par. Att bli vuxen är också en plågsam process för berättelsens protagonist. Själv vill hon hålla sig kvar i barndomen, som känns tryggare än vuxenlivet, men omgivningen tvingar henne att ikläda sig kvinnans roll. 
Wines stil kännetecknas av ett rikligt bildspråk, kanske inte konstigt med tanke på att det är som poet hon gjort sig ett namn. I Wines värld får döda objekt liv med hjälp av liknelser och metaforer. Vid ett tillfälle i berättelsen ligger Karla ensam i barnhemmets sovsal, och föremålen i rummet beskrivs som levande. "De halvöppna sommarfönstren stirrade på mig med blinda ögon, vinden knackade på dess rutor och droppade skräck i mina öron, gardinernas fladdrande vita armar hotade gripa tag i mig, takpelarnas vita, massiva kroppar utmanade mig med sin styrka."
Wine förklarar i förordet till den tredje utgåvan att det är hon själv som är det skjutna lejonet. Lejonet, skriver hon, är en symbol för styrka, men genom den brist på kärlek och de trauman hon lidit i barndomen, har lejonet sårats och förlorat sin inre styrka och trygghet.